# Judit de Babenberg
Judit de Babenberg (nacida hacia 1110-1120 y fallecida en 1168) fue una noble germana. Hija de Inés de Alemania y su segundo esposo Leopoldo III, Margrave de Austria. Sus medios-hermanos fueron Conrado III de Alemania y Federico II de Suabia, padre del emperador Federico I Barbarroja.
Se casó en 1133 con Guillermo V, Marqués de Montferrato. tuvieron cinco hijos y tres hijas:
- Guillermo (1140-1177), conde de Jafa y Ascalon, padre de Balduino V de Jerusalén.
- Conrado I (1140-1192) rey de Jerusalén y marqués de Montferrato.
- Bonifacio I (1150-1207) marqués de Montferrato y fundador del reino de Tesalónica.
- Federico Obispo de Alba.
- Rainiero (1162-1183) casado con María hija del emperador Manuel I de Constantinopla.
- Inés casada con Guido III Guidi de Modigliana,[1] su matrimonio fue anulado en 1180. Entró en el convento de Santa María de la Roca.
- Alasia o Azalaïs (?-1232), casada con Manfredo II, marqués de Saluzzo en 1182, fue regente de su nieto Manfredo III.